# Violência doméstica contra homens

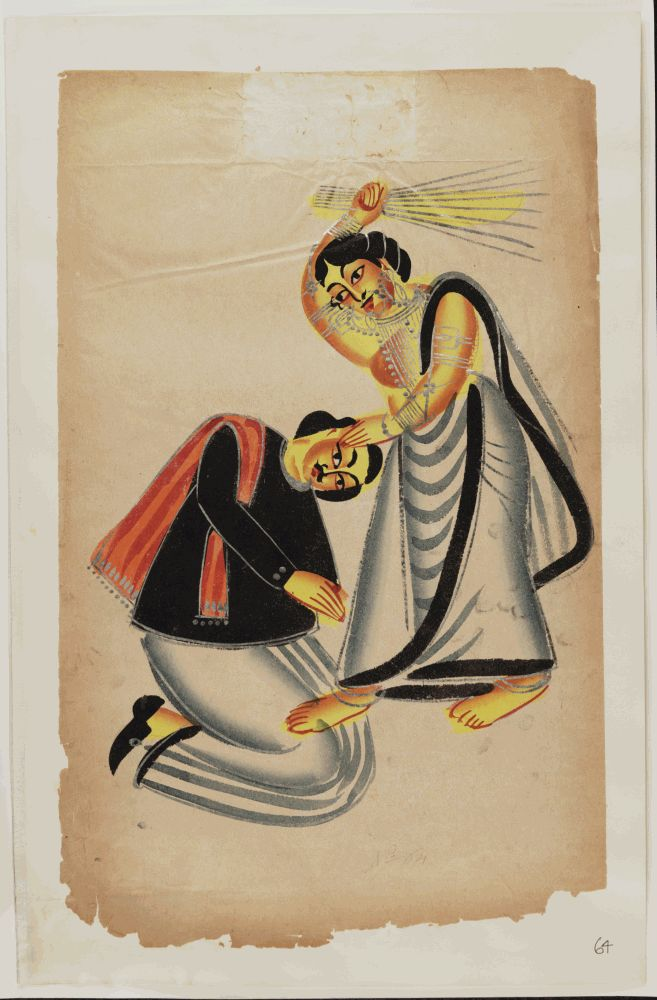
Pintura Lalighat; "Mulher batendo em homem com uma vassoura" (1875)

A violência doméstica contra homens é a violência doméstica vivida por homens ou meninos em uma relação íntima como o casamento, a coabitação, namoro, ou dentro de uma família. Como ocorre com a violência doméstica contra mulheres, a violência contra homens pode constituir crime, mas as leis variam entre jurisdições. Normas socioculturais sobre o tratamento de homens por mulheres, e de mulheres por homens, diferem dependendo da região geográfica e o comportamento fisicamente abusivo de um cônjuge para com o outro é considerado, desde um crime grave até uma questão mais pessoal.
Considerando que as mulheres que sofrem de violência doméstica são abertamente incentivadas a denunciar o fato às autoridades, argumenta-se que os homens que sofrem violência, muitas vezes são pressionados a não denunciarem, devido ao estigma social em relação à sua percepção de falta de machismo e outros fatores que possam ferir a sua masculinidade. Além disso, a violência conjugal contra homens, geralmente, é menos reconhecida pela sociedade do que a violência conjugal contra mulheres, o que pode ser mais um obstáculo para os homens relatarem a sua situação.
A prevalência e a frequência de violência conjugal contra homens é altamente controversa, com diferentes estudos, que mostram conclusões diferentes para diferentes países, muitos que não dispõem de nenhuma pesquisa sobre o assunto. Alguns pesquisadores acreditam que é provável que o número real de vítimas do sexo masculino seja maior do que as estatísticas sugerem, devido ao elevado número de homens que não relatam o abuso.
Alguns críticos rejeitam esses estudos, por envolverem uma área controversa de pesquisa, que é a teoria reivindicada por alguns movimentos ativistas masculinos de que as mulheres cometem violência conjugal tão frequentemente quanto os homens (a chamada 'simetria entre os sexos'), e isso tem provocando grandes debates, argumentando que o foco dos militantes por direitos dos homens na violência de mulheres contra homens, vem de uma agenda política para minimizar o problema da violência masculina contra a mulher, e minar os serviços de auxílio a mulheres vítimas de violência.
No Brasil, o Atlas da Violência revela que 39% dos assassinatos femininos foram praticados em domicílio, contra 15,9% dos masculinos. Quanto a esses percentuais, o Atlas afirma, no entanto: "ainda que não seja possível fazer uma conclusão definitiva, os dados indicam que  há grandes chances de se relacionarem com casos de feminicídio'"

## Frequência

### Dificuldades com a mensuração
Determinar a frequência de violência conjugal contra homens pode ser difícil, como homens geralmente são mais resistentes do que as mulheres para relatar o abuso ou procurar ajuda. Uma das razões para isso é que a violência conjugal contra homens, geralmente, é menos reconhecida pela sociedade do que a violência conjugal contra mulheres. Além disso, heterossexuais vítimas de violência conjugal são, muitas vezes, julgados duramente por "permitirem-se" ser derrotados por uma mulher. Esta visão baseia-se na regra geral de que homens são fisicamente mais fortes do que as mulheres e, portanto, devem ser capazes de impedir qualquer tipo de violência feminina; uma visão que desconsidera que mulheres violentas tendem a usar objetos na violência conjugal, mais frequentemente que homens violentos.
Outra razão pela qual homens muitas vezes resistem em relatar sua vitimização é a preocupação com estereótipos socioculturais de masculinidade; homens vítimas de violência doméstica, muitas vezes, escondem o seu sofrimento, devido ao medo de serem julgados negativamente por outras pessoas, e/ou ter sua masculinidade questionada. Para alguns homens, esse comportamento evasivo é baseado no medo de ser ridicularizado por amigos ou colegas de trabalho, por timidez no trato com os colegas e/ou com mulheres (não violentas), e por medo de pessoas dizendo que a mulher é a verdadeira vítima, e deve ter agido em auto-defesa. Para um homem admitir que é vítima de violência conjugal feminina, exige o abandono da faceta de machismo que a sociedade espera dos homens e admitir ser submisso a um parceiro do sexo feminino. Para alguns homens, esta é uma admissão que eles não estão dispostos, ou capazes de fazer. Alguns pesquisadores também têm demonstrado uma aceitação sociocultural de mulheres que agridem homens, embora haja uma condenação geral de agressão por homens contra mulheres. Isso pode levar os homens a não se considerarem vítimas, e/ou não perceberem que a violência conjugal que estão enfrentando é um crime.
Além disso, alguns estudos têm mostrado que as mulheres que atacam os seus parceiros do sexo masculino são mais propensas a evitar a prisão que homens que agrediram suas parceiras, e que as mulheres que cometem violência conjugal são muitas vezes vistas por agências legais e tribunais como vítimas, em vez de criminosas. Como tal, os homens temem que, caso denunciem à polícia, eles vão ser considerados os agressores e presos. O Inquérito Nacional de Violência Familiar dos EUA 1985, realizado por Murray R. Straus e Richard J. Gelles em uma amostra nacionalmente representativa de 6 002 casais, descobriu que quando uma mulher chamou a polícia para relatar violência conjugal, o homem foi expulso da casa em 41,4% dos casos. No entanto, quando um homem chamou a polícia, a mulher foi mandada para fora de casa em 0% dos casos. Quando uma mulher chamava, o homem foi ameaçado com prisão imediata, em 28,2% dos casos; quando um homem chamava, a mulher foi ameaçada de prisão em 0% dos casos. Quando uma mulher chamava, o homem foi ameaçado de prisão em uma data posterior em 10,7% dos casos; quando um homem chamava, a mulher foi ameaçada de prisão em uma data posterior em 0% dos casos. Quando uma mulher chamava, o homem foi preso em 15,2% dos casos; quando um homem chamava, a mulher foi presa em 0% dos casos. Na verdade, em 12,1% dos casos, quando o homem chamou, o próprio homem foi preso.
As estatísticas indicam que a subnotificação é um problema inerente com a violência conjugal, independentemente do sexo. Por exemplo, na Inglaterra e no país de Gales, a Pesquisa Domiciliar 191 (Home Office Research Study 191), em 1995, realizou um estudo complementar para o Inventário Criminal Britânico, relatando 6,6 milhões de incidentes de violência conjugal nos últimos doze meses, em comparação com os 987 000 incidentes registrados pelo Inventário Criminal. A diferença nos dois relatórios foi que o Study 191 foi um questionário a uma amostra aleatória e representativa de pessoas, enquanto que o Inventário Criminal só usou os números de criminalidade registrados, ou seja, casos de violência conjugal realmente relatados. Estudos complementares realizados em 2001 e a partir de 2004, tem consistentemente gravado significativamente maiores taxas de violência conjugal (cometidos contra homens e mulheres) do que o Inventário Criminal. O relatório 2010-2011 concluiu que, enquanto 27% das mulheres que sofreram violência conjugal relataram para a polícia, apenas 10% dos homens o fizeram e, enquanto 44% das mulheres relataram a alguma organização profissional, apenas 19% dos homens o fizeram. Em 2005 um relatório realizado pelo Conselho Nacional do Crime na República da Irlanda, estimou que 5% dos homens que sofreram violência conjugal denunciaram às autoridades, em comparação com 29% das mulheres.

### Estimativas de vitimização masculina
Na Inglaterra e no País de Gales, a Pesquisa Domiciliar 191, de 1995, pesquisou 10 844 pessoas (5 886 mulheres e 4 958 homens), com idades entre 16 e 59 anos, descobrindo que, para o período de doze meses anteriores à pesquisa, 4,2% dos homens tinham sofrido violência conjugal. Ao longo da vida conjugal, esse número cresceu 14,9% dos homens. Dos 6,6 milhões de incidentes de violência conjugal em 1995, 3,25 milhões envolviam vítimas do sexo masculino, com um milhão de incidentes resultando em ferimentos. Desde 2004, registros anuais mais detalhados foram mantidos como pesquisas complementares aos relatórios anuais de Crime Domiciliar na Inglaterra e País de Gales (Annual Home Office Crime in England and Wales Report). Estes relatórios têm consistentemente registrado taxas significativamente elevadas de ambos os sexos para o padrão de pesquisas criminais, como vítimas de violência conjugal. No caso de vítimas do sexo masculino, os valores variam de uma alta de 4,5% em 2007/2008 para uma baixa de 3,1% em 2009/2010. Na República da Irlanda, um relatório de 2005, elaborado pelo Conselho Criminal Nacional descobriu que 15% das mulheres e 6% dos homens sofreram violência conjugal grave na vida, correspondendo a cerca de 213 000 mulheres e 88 000 homens. Na Irlanda do Norte, registros policiais de 2012 listaram 2 525 homens vítimas de violência doméstica, um aumento de 259 casos, a partir de 2011.
Nos Estados Unidos, o Levantamento Nacional sobre Violência Contra Mulheres realizado pelo Departamento de Justiça em 2000, pesquisou 16 000 pessoas (8 000 homens e 8 000 mulheres), e descobriu que 7,4% dos homens relataram agressão física por um atual ou ex-cônjuge, companheiro, namorado/namorada, ou a paquera em sua vida. Extrapolados para a população do país como um todo, esse número equivale a 6 863 352 homens. Além disso, 0,9% dos homens relataram serem vítimas de violência doméstica em 2013, o equivalente a 834 732 homens. Também em 2000, o Inquérito Social Geral Canadense encontrou que cerca de 7% dos homens haviam sofrido violência conjugal, de 1994 a 1999, de um total de 549 000 homens. O Inquérito Social Geral Canadense, de 2005, revelou que 6% dos homens tinham sofrido violência conjugal entre 2000 e 2005, de um total de 546 000 homens. Os dados relativos a pesquisas de estupros em campus, como as do Instituto Nacional de Saúde Mental e da Revista Ms., registraram que um em cada sete homens é agredido sexualmente nas faculdades dos EUA.
Em 2013, o Centros de Controle e Prevenção de Doenças (CDC) dos EUA constatou que a partir de uma amostra de 16 000 adultos dos EUA, 26% dos homens homossexuais, de 37,3% de homens bissexuais, e 29% dos homens heterossexuais foram vítimas de violência conjugal, em comparação com 43,8% do lésbicas, 61,1% das mulheres bissexuais e 35% das mulheres heterossexuais. Embora o estudo mostre que lésbicas são vítimas de violência conjugal mais frequentemente que mulheres heterossexuais, ele afirma que a maioria da violência conjugal cometida contra homens e mulheres foi cometida por homens. O diretor do CDC, Tom Frieden, declarou: "Este relatório sugere que lésbicas, gays e bissexuais neste país são, em grande número, vítimas de violência sexual e perseguição cometida por parceiro íntimo".
Na Nova Zelândia, o Estudo do Desenvolvimento e Saúde Multidisciplinar Dunedin, de 21 anos, publicado em 1999, informou que da sua amostra de 1 037 pessoas, 27% das mulheres e 34% dos homens relataram terem sido agredidos fisicamente por um parceiro, com 37% das mulheres e 22% dos homens relatando que eles tinham cometido violência conjugal. Também na Nova Zelândia, um relatório publicado em 2009 pelo Journal of Applied Social Psychology avaliou amostras de estudantes universitários (35 do sexo feminino, 27 do sexo masculino), população em geral (34 do sexo feminino, 27 do sexo masculino), e participantes encarcerados (15 do sexo feminino, 24 do sexo masculino), e descobriu que 16,7% dos homens entrevistados relataram abuso físico (de 12,9% para estudantes e 15,4% para os condenados), enquanto 29,5% relataram violência bidirecional (i.e. ambos os parceiros cometem violência conjugal contra o outro) (14,5% para os alunos e de 51,3% para os condenados).
O Estudo Internacional sobre a Violência no Namoro, de 2006, investigou a violência conjugal entre 13 601 estudantes de 32 nações, dos quais "cerca de 1/4 dos alunos de ambos os sexos, masculino e feminino, foram agredidos fisicamente por um parceiro durante o ano". O estudo informou que 24,4% dos homens sofreram violência conjugal leve e 7,6% tinham sofrido agressão grave.
Em 2012, dois estudos suecos foram lançadas, mostrando que homens sofreram violência conjugal tão frequentemente quanto mulheres - 8% por ano em um estudo e de 11% por ano nos outros. 

## Simetria entre os sexos

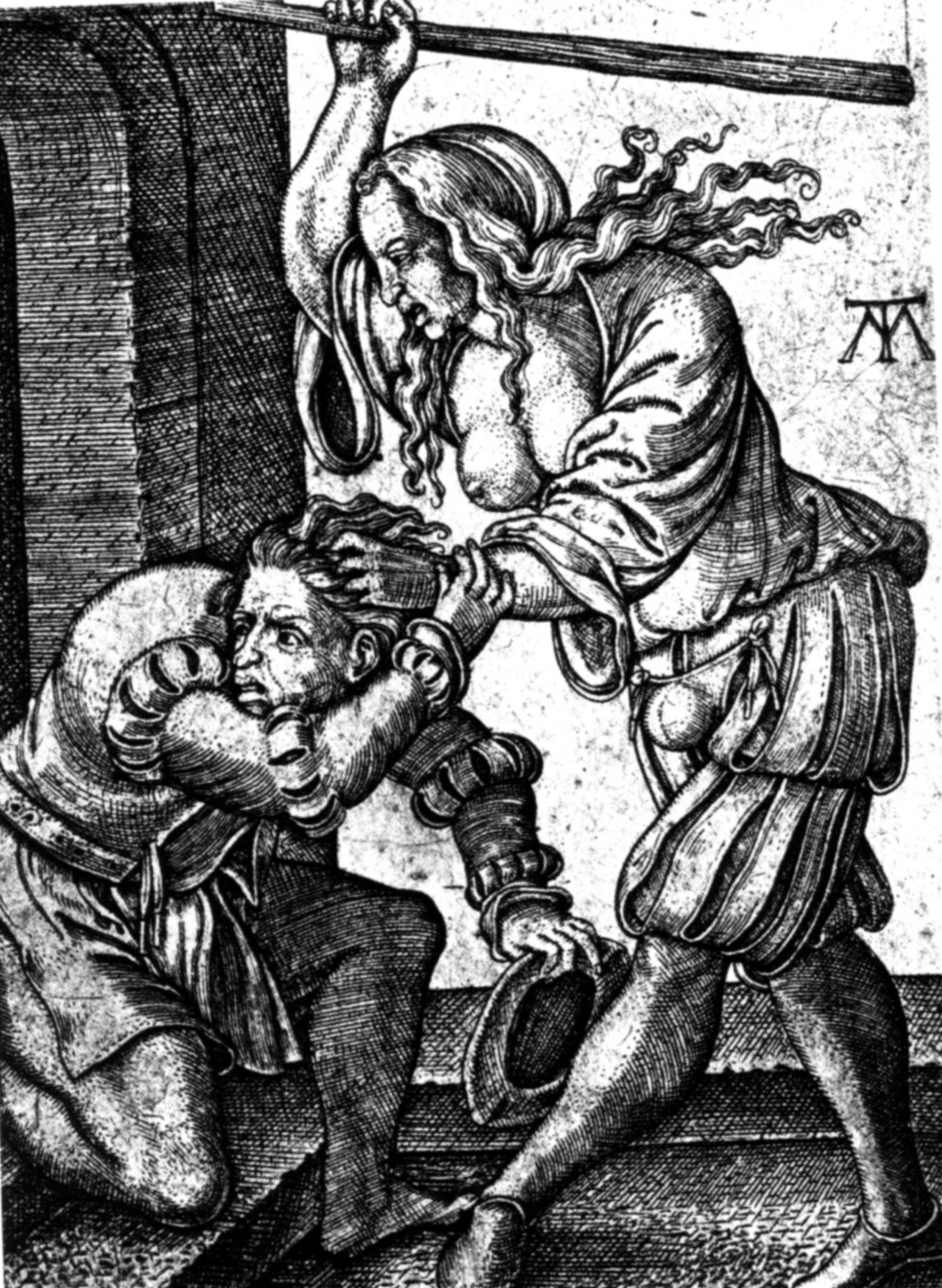
"Mulher batendo no seu marido"; Albrecht Dürer

A teoria de que mulheres cometem violência conjugal tão frequentemente quanto homens tem sido denominada de 'simetria entre os sexos'. A primeira evidência empírica de simetria entre os sexos foi apresentado em 1975, no Inquérito Nacional sobre Violência Familiar dos EUA, realizada por Murray R. Straus e Richard J. Gelles em uma amostra nacionalmente representativa de 2 146 "famílias intactas". A pesquisa concluiu que 11,6% dos homens e 12% das mulheres tinham sofrido algum tipo de violência conjugal nos últimos doze meses, enquanto 4,6% dos homens e 3,8% das mulheres tinham sofrido violência conjugal "grave". Esses resultados inesperados levaram Suzanne K. Steinmetz a cunhar o polêmico termo 'síndrome do marido espancado', em 1977. desde a publicação de Straus e Gelles, achados de outros pesquisadores em violência doméstica têm contestado se a simetria entre os sexos existe realmente.
Desde 1975, vários outros estudos empíricos têm encontrado evidências de simetria entre os sexos. Por exemplo, nos Estados Unidos, o Estudo de Comorbidade Nacional, de 1990-1992, encontrou que 18,4% dos homens e 17,4% das mulheres tinham sofrido violência conjugal leve, e 5,5% dos homens e 6,5% das mulheres tinham sofrido violência conjugal grave. Na Inglaterra e no país de Gales, 1995, a Pesquisa Domiciliar 191 descobriu que nos doze meses anteriores ao inquérito, 4,2% dos homens e mulheres, com idades entre 16 e 59 tinha sido atacados por um parceiro. O Inquérito Social Geral Canadense de 2000 revelou que de 1994 a 1999, 4% dos homens e 4% das mulheres tinham sofrido violência conjugal em uma relação em que eles ainda estavam envolvidos, 22% dos homens e 28% das mulheres tinham sofrido violência conjugal em um relacionamento que já tinha terminado e 7% dos homens e 8% das mulheres tinham sofrido violência conjugal relacionamentos passados e presentes. O Inquérito Social Geral Canadense 2005, olhando para os anos de 1999 a 2004, encontrou dados semelhantes: 4% dos homens e 3% das mulheres tinham sofrido violência conjugal em uma relação em que eles ainda estavam envolvidos, 16% dos homens e 21% das mulheres tinham sofrido violência conjugal em um relacionamento que já tinha terminado e 6% dos homens e 7% das mulheres tinham sofrido violência conjugal em todos os relacionamentos passados e presentes.
Um aspecto especialmente controverso no debate da simetria entre os sexos é a noção de violência conjugal bidirecional ou recíproca (i.e. quando ambas as partes cometem atos violentos contra o outro). Conclusões em relação a violência bidirecional são particularmente controversos porque, se aceito, pode servir para minar uma das razões mais citadas para a violência conjugal feminina; auto-defesa contra um parceiro agressivo do sexo masculino. Apesar disso, muitos estudos têm encontrado evidências de altos níveis de bidirecionalidade nos casos em que as mulheres relataram terem sofrido violência conjugal. Por exemplo, a ativista social Erin Pizzey, que estabeleceu o primeiro abrigo para mulheres no Reino Unido, em 1971, concluiu que 62 das 100 primeiras mulheres admitiram ao Centro que eram "propensas à violência," e tão violentas quanto os homens que deixaram. O Inquérito Nacional sobre Violência Familiar 1975 constatou que 27,7% dos casos de violência conjugal foram cometidos apenas pelo homem, 22,7% apenas pela mulher e 49,5% foram bidirecionais. No sentido de contrariar as alegações de que os dados do relatório foram distorcidos, inquéritos só de mulheres foram realizados, pedindo que as mulheres se auto-avaliassem, o que resultou em dados quase idênticos. O Inquérito Nacional sobre Violência Familiar 1985 encontrou que 25,9% dos casos de violência conjugal foram cometidos só por homens, 25,5% só por mulheres, e 48,6% era bidirecional.
Em 1997, Philip W. Cook realizou um estudo com 55 000 membros das Forças Armadas dos Estados Unidos e encontrou a bidirecionalidade em 60-64% dos casos de violência conjugal, como relatados por homens e mulheres. O Estudo Nacional de Longitudinal de Saúde do Adolescente 2001 descobriu que 49,7% dos casos de violência conjugal foram recíprocos e 50.3% eram não-recíproca. Quando os dados são fornecidos apenas por homens, foi analisado que 46,9% dos casos foram relatados como de reciprocidade e de 53,1% como não-recíproca. Quando os dados são fornecidos somente por mulheres foi analisado que 51,3% dos casos foram relatados como recíprocas e 49,7% como não-recíproca. Os dados mostraram que 70,7% dos casos de violência conjugal não-recíproca foram cometidos somente por mulheres (74,9% quando relatadas por homens; 67,7% ao relatado por mulheres) e 29,3% foram cometidos por homens (de 25,1% quando relatadas por homens; 32,3% ao relatado por mulheres). O Estudo Internacional sobre a Violência no Namoro com 32 nações, de 2006, revelou que "a violência bidirecional é o padrão predominante de perpetração; e este padrão indica que a etiologia da violência conjugal é principalmente paralelo para homens e mulheres". A pesquisa concluiu que para "qualquer violência física, há uma taxa de 31,2%, dos quais 68,6% foi bidirecional, 9,9% foi praticada apenas por homens e 21,4% somente por mulheres. Para uma grave agressão, uma taxa de 10,8% foi encontrado, da qual 54,8% foi bidirecional, 15,7% cometida somente por homens e 29,4% cometida somente por mulheres.
Em 1997, Martin S. Fiebert, começou a compilar uma bibliografia de investigações relativas à violência conjugal por mulheres. Em junho de 2012, esta bibliografia incluía 286 investigações eruditas (221 estudos empíricos e 65 de comentários e/ou análises) ", que demonstram que as mulheres são tão agressivas fisicamente, ou mais, do que os homens em suas relações". O tamanho da amostra agregada é maior que  371 600. Em 2000, John Archer realizou uma meta-análise de 82 estudos sobre violência conjugal. Ele concluiu que "as mulheres foram ligeiramente mais propensas que os homens a usar um ou mais atos de agressão física e ao uso de tais atos mais frequentemente. Os homens eram mais propensos a causar uma lesão, e, em geral, 62% dos feridos por um parceiro eram mulheres". Por outro lado, o Departamento de Justiça dos EUA mostra que as mulheres são até 84% das vítimas de abuso conjugal e 86% das vítimas de abuso por parte de um namorado ou namorada.
Como ambos, Fiebert e Archer, apontam, embora o registro estatístico de atos físicos nesses estudos indicam níveis semelhantes de violência conjugal entre homens e mulheres, e altas taxas de bidirecionalidade, há um consenso geral entre os pesquisadores de que a violência masculina é um fenômeno mais sério, principalmente, mas não exclusivamente, porque a violência masculina tende a causar mais danos do que a violência feminina. A violência masculina produz ferimentos, em média, de seis vezes a taxa de violência feminina. As mulheres também são mais susceptíveis de ser mortas por seus parceiros do sexo masculino do que o inverso (de acordo com o Departamento de Justiça dos EUA, 84% dos cônjuges assassinados são do sexo feminino), e as mulheres em geral são mais susceptíveis de serem mortas por seus cônjuges do que todos os outros tipos de agressores juntos. Em relação a isso, Murray R. Straus escreveu: "embora as mulheres possam agredir seus parceiros com aproximadamente a mesma taxa que os homens, por causa do maior dano físico, financeiro e emocional, sofrido pelas mulheres, eles são predominantes vítimas. Consequentemente, a primeira prioridade em serviços para vítimas e de prevenção e controle devem continuar a ser direcionada para agressões por parte do marido".

### Escala de estratégias de conflito
Em uma revisão de 2002 da pesquisa que apresenta indícios da simetria entre os sexos, Michael Kimmel argumentou que mais de 90% das violências "sistemáticas, persistentes e injuriosas" são cometidas por homens. Ele foi especialmente crítico em relação ao fato de que a maioria dos estudos empíricos analisados por Fiebert e Archer utilizando a Escala de Táticas de Conflito (CTS) como única medida de violência doméstica, e que muitos dos estudos utilizaram amostras compostas inteiramente de pessoas por volta dos trinta anos, em oposição aos casais mais velhos . Apesar de o CTS ser o instrumento mais usado em mensuração de violência doméstica do mundo, ele é também um dos instrumentos mais criticados, devido à sua exclusão de variáveis do contexto e fatores motivacionais na compreensão de atos de violência. Por exemplo, o Instituto Nacional da Justiça, alerta que o CTS pode não ser apropriado para estudar violência conjugal "porque ele não mede o controle, coerção nem os motivos das táticas de conflito".

Kimmel argumenta que o CTS é particularmente vulnerável à parcialidade nos relatórios, pois depende de pedir a alguém para se lembrar e relatar com precisão e honestidade de incidentes que tenham ocorrido até um ano anteriormente. Ele argumenta que os homens tendem a subestimar o uso da violência, e as mulheres tendem a superestimar o uso da violência, enquanto os homens tendem a superestimar o uso da violência por sua parceira e as mulheres a subestimar uso da violência de seu parceiro. Assim, os homens provavelmente superestimam a sua vitimização e subestimam sua perpetração, enquanto as mulheres subestimam a sua vitimização e superestimam a sua perpetração. Tanto Barbara J. Morse como Malcolm J. George, apresentaram dados sugerindo que a subestimação do sexo masculino sobre a violência dos seus parceiros é mais comum em CTS com base em estudos de superestimação. Linda Kelly, ainda, argumentou que, mesmo quando se divide os dados fornecidos pela CTS, com base em estudos em que os homens e que as mulheres (como no Estudo Nacional Longitudinal de Saúde do Adolescente de 2001), a taxa de violência conjugal feminina permanece praticamente ao mesmo nível. O Estudo Longitudinal de Dunedin entrevistou ambos os parceiros em uma tentativa de teste para identificar o viés dos participantes, mas encontraram um alto grau de correlação entre os dois parceiros. De fato,
Ao contrário do que se espera, a harmonia entre cônjuges não varia com o sexo do agressor ou com o tipo de comportamento abusivo.
R. Emerson Dobash e Russell P. Dobash também criticaram o CTS, argumentando que ele é impróprio para equacionar violência conjugal masculina com violência conjugal feminina. Eles questionam a metodologia por trás do CTS, os dados que surgem a partir dele e do quadro teórico utilizado por pesquisadores que o defendem, argumentando que a agressão masculina é muito mais grave do que a feminina e elas não devem ser medidas com a mesma ferramenta. Em tal abordagem não seria possível comparar agressão masculina e feminina porque não haveria uma medida comum.
Outro crítico é Kersti Yllö, que defende que Straus e aqueles que usam o CTS são responsáveis por danificar a agenda feminista pela liberação de suas descobertas para o "mercado de ideias". Ela argumenta que, como os sociólogos comprometidos com o fim da violência doméstica, eles deveriam ter previsto a controvérsia que tais estatísticas causam e o dano que potencialmente podem fazer para o movimento das mulheres agredidas. Da mesma forma, Nancy Worcester refere-se a estudos que encontram evidências da simetria entre os sexos e altos níveis de bidirecionalidade, como parte da "retaliação anti-feminista", argumentando que os estudos que utilizam a CTS demonstram as "limitações e os perigos de uma abordagem neutra ao sexo à trabalho anti-violência".
Straus argumenta que não se pode resolver o problema da violência conjugal sem a devida estratégia baseada em fatos, em vez de ideologias: "A pesquisa mostra que esta proclamada violência inofensiva pelas mulheres, é consequência da meta-análise de Stith e colegas (2004), que concluiu que uma perpetração de violência feminina foi o mais forte indício de ela é a maior vítima de violência por parte do parceiro".
Straus respondeu à crítica do CTS argumentando que a crítica é motivada pelas feministas radicais, que estão insatisfeitas com alguma evidência de que as mulheres podem ser tão violentas quanto os homens, o que prejudica a sua crença de que a violência conjugal é uma extensão do desejo masculino de subjugar as mulheres; "uma das explicações para negar a evidência da simetria entre os sexos é defender o feminismo em geral. Isto é porque, um passo importante no esforço para alcançar uma sociedade igualitária, é contribuir para o reconhecimento do dano que um sistema patriarcal causa. A remoção do patriarcado como a principal causa da violência conjugal enfraquece o dramático exemplo dos efeitos nocivos do patriarcado". Straus também aponta que, apesar de ser crítico da CTS, inúmeras pesquisadores feministas usam para a sua própria pesquisa, estudos antigos, em que o CTS ilustrou e passou a dar maior atenção pública ao problema das mulheres agredidas na década de 1970.

## Síndrome do marido espancado
Outro aspecto especialmente controverso da violência conjugal feminina é a teoria da 'síndrome do marido espancado'. Em função dos resultados da Levantamento Nacional de Violência Familiar nos EUA, em 1975, Suzanne K. Steinmetz escreveu um artigo em 1977, em que cunhou o termo 'síndrome da mulher espancada'. Steinmetz realizou várias investigações empíricas antes de escrever o seu artigo. Utilizando uma ampla base de amostra não-representativa de 54 casais, Steinmetz encontrou que a violência conjugal masculina a uma taxa de 47% e feminina a uma taxa de 43%. Ela ainda descobriu que, enquanto 39% dos maridos tinham atirado objetos, 31% das mulheres tinham feito o mesmo; 31% dos maridos tinham empurrado sua parceira, em comparação com 32% de mulheres; 20% dos maridos tinham batido em suas esposas, 20% das mulheres tinham batido em seus maridos; 10% dos maridos tinham batido em suas esposas com um objeto, 10% das mulheres tinham batido em seus maridos com um objeto. Em outro estudo, usando uma amostra de 52 estudantes universitários canadenses, Steinmetz encontrou violência conjugal masculina com uma taxa de 23% e feminina em 21%. Mais investigações constataram que 21% dos maridos e esposas tinham atirado objetos; 17% dos maridos tinham empurrado, comparado com 13% de mulheres; 13% dos maridos tinham batido em suas esposas, 13% das mulheres tinham batido em seus maridos; 10% dos maridos tinham batido em suas esposas com um objeto, 12% das mulheres tinham batido em seus maridos com um objeto. Em um terceiro estudo, com uma amostra aleatória de 94 pessoas, Steinmetz encontrou que a violência conjugal masculina ocorre em 32% dos casos e feminina em 28%. Mais investigações constataram que 31% dos maridos tinham atirado objetos, comparado a 25% das mulheres e 22% dos maridos tinham empurrado, em comparação com 18% de mulheres; 17% dos maridos tinham batido em suas esposas, 12% das mulheres tinham batido em seus maridos; 12% dos maridos tinham batido em suas esposas com um objeto, 14% das mulheres tinham batido em seus maridos com um objeto.
Estes resultados levaram Steinmetz a concluir que violência conjugal é aproximadamente recíproca entre maridos e esposas, com um nível semelhante de intencionalidade entre homens e mulheres; "as mulheres são tão capazes de usar brigas físicas como soluções para conflitos conjugais quanto os homens [...] as mulheres têm o potencial para cometer atos de violência e sob certas circunstâncias, elas o fazem". De acordo com Malcolm J. George, o artigo de Steinmetz "representou um ponto de partida e desafio antitético [antítese] para a visão generalizada da aparente universalidade da vulnerabilidade feminina em face da hegemonia masculina exposta pelos casos de esposas espancadas".
As conclusões de Steinmetz em seu artigo, e o seu uso da frase "síndrome do marido espancado", em particular, têm despertado uma grande controvérsia, com vários estudiosos criticando seu trabalho. Em especial, ele foi criticado por não diferenciar entre a agressão verbal e a física, ou entre a intencionalidade e a ação (querendo bater foi considerada o mesmo que realmente bater). Por exemplo, David Finkelhor argumenta que a metodologia de Steinmetz foi inaceitavelmente não-científica. Ele argumenta que seu trabalho olha para todos os tipos de violência como fundamentalmente semelhantes; não há diferenciação entre violência masculina e feminina, como uma mãe espancando um filho e um pai quebrando as costelas de uma mãe. Finkelhor vê isso como especialmente importante, na medida em que não permite uma diferenciação entre em abuso sistêmico contínuo e uma violência "apenas uma vez" ou entre disciplinar uma criança e bater em um parceiro.

## Causas
A questão de "o que causa a violência conjugal perpetrada por mulheres" é outro assunto polêmico. Donald G. Dutton e Tonia L. Nicholls escreveram que a tradicional teoria feminista, veem todas as relações sociais sob o prisma das relações entre os sexos e têm, em sua visão neo-Marxista, que os homens (a burguesia) mantém vantagens sobre as mulheres (o proletariado) em sociedades patriarcais e que a violência doméstica é ou abuso físico cometido por homens para manter essa vantagem ou violência feminina utilizada para auto-proteção". Neste sentido, qualquer violência conjugal feminina contra o homem é um meio de auto-defesa. Linda Kelly escreve que "ao admitir que as mulheres se envolvem em atos de violência doméstica, a violência é justificada como uma auto-defesa — uma reação salva-vidas das mulheres que estão sendo agredidas fisicamente por seus parceiros do sexo masculino. O desenvolvimento da síndrome  da mulher agredida como uma defesa para os crimes cometidos contra o abuso de parceiros do sexo masculino, incluindo homicídio, evidencia a ampla aceitação de uma mulher usar da violência como auto-defesa". A teoria é que, quando as mulheres cometem violência conjugal, é, provavelmente, justificada porque eram vítimas e, por conseguinte, o sexo masculino foi o "agressor primário". Assim, o comportamento violento das mulheres é causado por sua experiência como vítima. Juan Carlos Ramírez acredita que, dado o socialmente aceito, o modelo de feminilidade, como um modelo de submissão, de passividade e de abnegação, qualquer que seja o comportamento de não seguir este estereótipo será percebido de forma exagerada como anormal e violento. Assim, as mulheres vão ser percebidas como desproporcionalmente agressivas, mesmo se estiverem apenas se defendendo.
No entanto, vários estudos têm encontrado evidências de que apenas uma pequena proporção de violência conjugal feminina é feita por auto-defesa. Por exemplo, em um estudo de 1996 com 1 978 pessoas na Inglaterra, 21% das mulheres que admitiram ter cometido violência conjugal, justificaram a razão ser auto-defesa. As razões mais prevalentes foram "fazê-lo entender" (53%), "Algo que ele falou" (52%) e "forçá-lo a fazer algo" (26%). Em 1997, uma pesquisa de estudantes universitários no Canadá, Walter DeKeseredy e Martin D. Schwartz descobriram que 62,3% das mulheres que cometeram violência conjugal não citaram a auto-defesa como um fator, sendo que apenas 6,9% citaram-na como o principal fator. Um estudo de Martin S. Fiebert e Denise M. Gonzalez, durante cinco anos, com 978 estudantes universitários da Califórnia, em 1997, concluiu que a taxa de violência conjugal entre as mulheres foi de 20%. Dentro deste grupo, os autores foram convidados a selecionar razões para agredirem o seu parceiro, com a opção de escolher vários motivos. O detalhamento das razões tinha "meu parceiro não era sensível às minhas necessidades", como a prevalente (46%). Também foi encontrado "eu queria ganhar a atenção do meu parceiro" com mais freqüência do que auto-defesa (44%) e "meu parceiro não estava me escutando" (43%).
Além da auto-defesa, estudos têm encontrado uma série de causas para a mulher cometer violência conjugal. Refutando a bibliografia feminista que diz que a única causa de violência doméstica é o patriarcado, e os problemas que uma teoria tão estreita pode acarretar, Murray R. Straus escreve que "o patriarcado e a dominação masculina na família estão claramente entre as causas [de violência conjugal], mas há muitos outros. No entanto, com raras exceções, os atuais programas de tratamento de agressores são baseados na suposição de que a principal causa é a dominação masculina. Assim, procedem de acordo com uma premissa errada. Ilustrativo desta falaciosa abordagem de única causa são programas de tratamento de agressores estaduais, que proíbem o tratamento de outras causas, como a insuficiente gestão da raiva". Em 1992, uma amostra aleatória de 1 257 canadenses descobriu que 39% dos participantes do sexo feminino relataram cometer violência conjugal leve e 16,2% relataram cometer violência conjugal grave. Suas principais razões foram a certeza de que seu parceiro masculino não bateria de volta, distúrbio psicológico e abuso de álcool. Em 2006, Rose A. Medeiros e Murray R. Straus realizaram um estudo utilizando uma amostra de 854 alunos (312 homens e 542 mulheres) a partir de duas universidades norte-americanas. Eles identificaram 14 fatores específicos de risco comuns entre homens e mulheres que tinham cometido violência conjugal: má gestão da raiva, transtornos de personalidade anti-social, transtornos de personalidade borderline, tendência a dominar as relações, abuso de substâncias químicas, antecedentes criminais, transtorno de estresse pós-traumático, depressão, problemas de comunicação, ciúme, abuso sexual quando criança, estresse, e uma atitude generalizada de aprovação de violência conjugal. Em 2014, um estudo envolvendo 1 104 estudantes, homens e mulheres, que estavam no final da adolescência e início dos vinte anos de idade, descobriu que as mulheres são mais propensas que os homens a serem controladoras e agressivas com os seus parceiros, mais propensas a demonstrar um desejo de controlar os seus parceiros e mais propensas ao uso de agressão física, garantindo o controle. O principal autor do estudo, Elizabeth Bates, escreveu: "isto sugere que a violência por parceiro íntimo não pode ser motivada por valores patriarcais e precisa ser estudado dentro do contexto de outras formas de agressão, o que tem implicações potenciais para as intervenções".
Outras explicações para violência conjugal cometida por homens e mulheres incluem psicopatologia, raiva, vingança, deficiência de habilidades sociais, lesões na cabeça, desequilíbrios bioquímicos, sentimentos de impotência, falta de recursos e a frustração. Os pesquisadores também descobriram uma correlação entre a disponibilidade de serviços de violência doméstica, o maior acesso ao divórcio, maiores ganhos para as mulheres, e melhora das leis em relação a violência doméstica, com as quedas na violência conjugal contra mulheres.

## Críticas
A prevalência e a frequência de violência conjugal contra homens são altamente controversas, com diferentes estudos que mostram conclusões diferentes para diferentes nações, e muitos países que não dispõem de todos os dados. Alguns pesquisadores acreditam que o número real de vítimas do sexo masculino é provavelmente maior do que as estatísticas sugerem, devido ao elevado número de homens que não relatam o abuso.
Determinar a frequência de violência conjugal contra homens pode ser difícil, como homens geralmente são mais resistentes do que as mulheres para relatar o abuso ou procurar ajuda. Uma das razões para isso é que a violência conjugal contra homens, geralmente, é menos reconhecida pela sociedade do que a violência conjugal contra mulheres.:1 Além disso, vítimas heterossexuais de violência conjugal são, muitas vezes, julgados duramente por "permitirem-se" ser derrotados por uma mulher. Esta visão baseia-se na regra geral de que homens são fisicamente mais fortes do que as mulheres, e, portanto, devem ser capazes de impedir qualquer tipo de violência feminina; uma visão que desconsidera que mulheres violentas tendem a usar objetos na violência conjugal mais frequentemente que homens violentos.
Muitos críticos têm rejeitado pesquisas citadas por ativistas de direitos masculinos e rejeitam suas afirmações de que a violência é simétrica entre os sexos, argumentando que o foco de militantes por direitos dos homens na violência de mulheres contra homens vem de uma agenda política para minimizar o problema da violência masculina contra a mulher e minar serviços a mulheres vítimas de violência.
A literatura atual sobre violência conjugal tem pontos de vista alternativos em relação à teoria de simetria entre os sexos. Uma revisão de 2008, publicado no diário da Violência e Vítimas descobriu que, embora situações de violência ou brigas menos graves sejam iguais para ambos os sexos, os abusos mais graves e violentos foram cometidos por homens. Também foi encontrado que a violência física das mulheres foi, mais provavelmente, motivada pela auto-defesa ou medo, enquanto que a dos homens foi mais motivado, principalmente, pelo controle. Uma revisão sistemática, em 2011, do diário de Trauma, Violência, Abuso também descobriu que as razões comuns para a violência doméstica de ambos os sexos foram a raiva, a necessidade de atenção, ou como uma resposta à própria violência do parceiro. Outra revisão de 2011, publicada no diário da Agressividade e comportamento Violento também encontrou que, embora a violência doméstica mínima era igual, a violência mais grave foi cometida por homens. Constatou-se também que os homens eram mais propensos a bater, engasgar ou sufocar suas parceiras, enquanto as mulheres eram mais propensas a jogar coisas no seu parceiro, bater, chutar, morder, socar, ou bater com um objeto.
Os pesquisadores também encontraram resultados diferentes em homens e mulheres em resposta à violência conjugal. Uma revisão de 2012, da revista Psicologia de Violência, revelou que as mulheres sofreram de forma desproporcional, como resultado da violência conjugal, especialmente em termos de lesões, medo e transtorno de estresse pós-traumático. A análise também concluiu que 70% das vítimas do sexo feminino, em um de seus estudos, estavam "muito assustadas", em resposta à violência por parceiro íntimo de seus parceiros, mas 85% das vítimas do sexo masculino citado "sem medo". A análise também concluiu que a violência conjugal mediava a satisfação do relacionamento para mulheres, mas não para os homens.
A assimetria entre os sexos é também consistente com conclusões do governo. De acordo com estatísticas do governo do Departamento de Justiça dos EUA, agressores homens constituíram 96% das acusações federais relacionadas à violência doméstica. Outro relatório do departamento de Justiça dos EUA sobre a  violência doméstica não-fatal de 2003 a 2012 descobriu que 76% dos casos de violência doméstica foram cometidos contra mulheres e 24% foram cometidos contra homens. A Professora Ruth M. Mann, da Universidade de Windsor, que é uma especialista em sociologia e criminologia, declarou sua oposição à teoria da simetria entre os sexos na violência doméstica, sob o fundamento de que mulheres e crianças são as principais vítimas da "pilha anual" (Coyle, 2001) de vítimas assassinadas por parceiro íntimo e pais em todo o Canadá (AuCoin, 2005; Ogrodnik, 2006).

Em Portugal, foi conduzido o estudo (Un)Acknowledgment of Men as Victims of Intimate Partner Violence, publicado na revista Violence and Victims ,Volume 38, #2, que concluiu que, em termos gerais:
| “ | Discursos de género e expectativas sociais impedem os homens de reconhecer a sua vitimização íntima e criam barreiras à obtenção de ajuda. Participantes [no estudo] debateram-se para atingir o estatuto social de vítima e ganhar acesso a medidas preventivas. Estas evidências reflectem a invisibilidade e insuficiente consciência social da violência íntima de parceiras para com homens e esclarecem o nosso entendimento da necessidade desses homens. | ” |

## Respostas
Os serviços de polícia em vários locais têm expandido seus programas de violência doméstica e unidades de resposta em um esforço para lidar com a violência conjugal contra homens. Por exemplo, o número total de mulheres processadas por violência conjugal no Reino Unido subiu de 1 575 em 2004-05 para 4 266 em 2008-09. Além disso, têm-se criado abrigos especificamente para os homens  no Reino Unido, apesar de ainda serem poucos em comparação com o número de abrigos para as vítimas do sexo feminino. A partir de 2010, há 60 refúgios disponíveis para homens em toda a Inglaterra e país de Gales, em comparação com cerca de 7 500 lugares para mulheres.
O Serviço de Polícia da Irlanda do Norte também fez campanha para a conscientização sobre o problema da vitimização masculina e para promover a comunicação de incidentes. O primeiro abrigo do país é para homens vítimas de abuso, o Auxílio de Homens NI, abriu no início de 2013. Presidente Peter Morris observou, "a violência doméstica contra homens pode assumir muitas formas, incluindo abusos emocionais, físicos e sexuais e ameaças de abuso. Isso pode acontecer em relações hetero e homossexuais e, como com a violência doméstica contra mulheres, pode ser altamente não declarada".
Nos Estados Unidos, o Projeto de Abuso Doméstico (DAP) de Delaware County tem feito campanha para ajudar as vítimas de ambos os sexos por muitos anos. A Diretora Executiva do DAP, Rita Connolly observou, "é uma coisa difícil para um cara vir. Eles geralmente vêm em tirar uma mulher agressora de casa por causa das crianças". Cerca de 3% dos auxiliados pelo DAP foram homens.

## Representações na cultura
No episódio piloto da série The Rookie, em 2018, é retratado um caso de violência conjugal contra um homem, em que a sociedade falha em agir. Um par de polícias são chamados a uma casa devido a uma disputa doméstica. Assumem que o marido, retratado por Renes Rivera, era o agressor devido à sua grande corpulência, apesar de este informar um dos polícias que era a mulher, retratada por Tessa James, quem costumava ser agressiva. Entretanto, esta declara ao polícia que o marido não a suporta emocionalmente e que ela o provoca propositadamente. Os polícias voltam mais tarde para encontrar a mulher, pendurada sobre as costas do marido, a esfaqueá-lo. Este falece logo após o controlo da atacante pelos polícias. É explicado que a mulher já abusaria do marido há longo tempo e que este teria vergonha de procurar ajuda.